# George Reavey
George Reavey, né le 1er mai 1907 à Vitebsk et mort le 11 août 1976, est un poète, éditeur et traducteur irlandais.
Né d'une mère russe, George Reavey poursuit ses études à Belfast puis au Gonville and Caius College au sein de l'Université de Cambridge où il étudie l'histoire et la littérature, participant au magazine Experiment aux côtés de Julian Trevelyan.
En 1929, il s'installe à Paris avec Trevelyan. Là, il rencontre Thomas MacGreevy qui le met en rapport avec Samuel Beckett, James Joyce, Brian Coffey et Denis Devlin, toute l'avant-garde irlandaise qui publie alors dans la revue expérimentale transition, fondée par Eugène Jolas. En 1932, il publie son premier recueil de poèmes en vers libres,  Faust's Metamorphoses, illustré par Stanley William Hayter. Dans la foulée, il lance le Bureau Littéraire Européen (devenu European Literary Bureau) puis une maison d'édition, Europa Press. Il y publie des poèmes de Beckett, entre autres poètes irlandais contemporains.
Sensible au mouvement surréaliste, il déménage son agence d'édition à Londres en 1935 à l'instar de Trevelyan, David Gascoyne, Herbert Read, Roland Penrose et E. L. T. Mesens. Pour coïncider avec l'ouverture de l'International Surrealist Exhibition de Londres (1936), il publie la première traduction de Paul Éluard en anglais, illustré par Pablo Picasso.
Pendant la guerre, il tente de sauver sa mère réfugiée en Pologne, puis revient à Londres enseigner la littérature russe. 
Reavey, installé à New York, passent ses dernières années essentiellement à traduire des auteurs contemporains russes. Il publie encore quelques poèmes et en 1965, prétendit être l'auteur de L'Oiseau bariolé (The Painted Bird) de Jerzy Kosinski. 